# Greg Zanon
Gregory M. „Greg“ Zanon (* 5. Juni 1980 in Burnaby, British Columbia) ist ein kanadischer Eishockeyspieler, der im Verlauf seiner aktiven Karriere zwischen 1999 und 2015 unter anderem 511 Spiele für die Nashville Predators, Minnesota Wild, Boston Bruins und Colorado Avalanche in der National Hockey League auf der Position des Verteidigers bestritten hat.

## Karriere
Greg Zanon spielte von 1999 bis 2003 für die University of Nebraska at Omaha in der CCHA. Während dieser Zeit wurde Zanon in der fünften Runde an 156. Position im NHL Entry Draft 2000 von den Ottawa Senators ausgewählt. Am 9. Juli 2003 unterschrieb er als Free Agent bei den Nashville Predators, wo er zunächst drei Saisonen für die Milwaukee Admirals in der American Hockey League spielte. In der Saison 2003/04 gewann er mit den Admirals auch den Calder Cup. Zu seinem ersten NHL Einsatz kam er in der Saison 2005/06, dabei spielte er vier Spiele für die Nashville Predators.
Ab der Saison 2006/07 war er ein fixer Bestandteil in der Abwehr der Nashville Predators. Am 1. Juli 2009 unterschrieb er als Free Agent einen Vertrag bei den Minnesota Wild, die ihn am 27. Februar 2012 im Austausch für Steven Kampfer zu den Boston Bruins transferierten. Nachdem sein auslaufender Kontrakt nicht verlängert worden war, unterschrieb Zanon am 1. Juli 2012 einen neuen Zweijahresvertrag bei der Colorado Avalanche.

## Erfolge und Auszeichnungen
| - 2001 CCHA First All-Star-Team - 2001 NCAA West Second All-American-Team - 2002 NCAA West Second All-American-Team | - 2002 CCHA Second All-Star-Team - 2004 Calder-Cup-Gewinn mit den Milwaukee Admirals |

## Karrierestatistik
(Legende zur Spielerstatistik: Sp oder GP = absolvierte Spiele; T oder G = erzielte Tore; V oder A = erzielte Assists; Pkt oder Pts = erzielte Scorerpunkte; SM oder PIM = erhaltene Strafminuten; +/− = Plus/Minus-Bilanz; PP = erzielte Überzahltore; SH = erzielte Unterzahltore; GW = erzielte Siegtore; 1 Play-downs/Relegation; Kursiv: Statistik nicht vollständig)